# Фререн
Фререн (њем. Freren) град је у њемачкој савезној држави Доња Саксонија. Једно је од 60 општинских средишта округа Емсланд. Према процјени из 2010. у граду је живјело 5.113 становника. Посједује регионалну шифру (AGS) 3454012.

## Географски и демографски подаци
Фререн се налази у савезној држави Доња Саксонија у округу Емсланд. Град се налази на надморској висини од 33 метра. Површина општине износи 48,9 km². У самом граду је, према процјени из 2010. године, живјело 5.113 становника. Просјечна густина становништва износи 104 становника/km².

## Међународна сарадња
| Мјесто | Држава   | Врста сарадње | Од    |
| ------ | -------- | ------------- | ----- |
|        | Украјина | контакт       | 2000. |
| Извор  |          |               |       |